# Vattumannens tidsålder
Vattumannens tidsålder är ett centralt begrepp inom New Age.
Enligt astrologin är den nästkommande tidsåldern, Vattumannens tidsålder, en tidsålder som skall utmärkas av en omfattande (ny)andlighet, då mänskligheten söker sig inåt istället för utåt.

## Bakgrund
Begreppet kommer alltså från astrologin, och har att göra med i vilken stjärnbild som vårdagjämningen inträffar. Vårdagjämningspunkten växlar stjärnbild med en period på ungefär 2100 år. Sedan antiken har vi levt i Fiskarnas tidsålder, vilken ska fortsätta några hundra år. Flera olika årtal används som gräns av tvistande astrologer, bland annat år 1–2150 e.Kr eller år 498–2654 eller fram till 2314. Andra astrologer har föreslagit att övergången redan skett, år 1433 eller 1844, redan kända omvälvande gränsperioder i historien. Enligt vissa astrologer skall denna period kännetecknas av stora världsreligioner, tekniska framsteg och materialism. 

## Historia
Idén om dessa tidsåldrar är mycket gammal, ursprungligen från antiken. Under antiken gällde Vädurens tidsålder, och före antiken Oxens tidsålder. En religion Mithraismen fanns som blev populär i Romarriket, där det rituella dödandet av en tjur var en central symbolhandling. Sentida vetenskapshistoriker har kopplat detta samman med en antik insikt om precessionen, där Mithras symboliseras av stjärnbilden Perseus, och tjuren givetvis av stjärnbilden Oxen/Tjuren.
Termen används även inom teosofin och annan ockultism sedan andra halvan av 1800–talet.

## Övrigt
Begreppet Vattumannens tidsålder spelade stor roll för den astrologiinspirerade delen av hippierörelsen under 1960-talet, och har en framträdande roll i musikalen och filmen Hair.